# Зіангіров Мухамед Султангірович
Мухамед Султангіровіч Зіангіров  (1923 — 1943) — єфрейтор Робітничо-селянської Червоної Армії, учасник німецько-радянської війни, Герой Радянського Союзу (1944).

## Біографія
Мухамед Зіангіров народився в 1923 році на території сучасного Янгіюльского району Ташкентської області Узбекистану. Після закінчення початкової школи працював в колгоспі.
У 1942 році Зіангіров був покликаний на службу в Робітничо-селянську Червону Армію і направлений на фронт Великої Вітчизняної війни. До вересня 1943 року єфрейтор Мухамед Зіангіров був автоматником 198-го окремого армійського загороджувального загону 6-ї армії Південно-Західного фронту. Відзначився під час битви за Дніпро.
26 вересня 1943 року під час переправи через Дніпро в районі села Військове Солонянського району Дніпропетровської області ворожий снаряд розбив понтон. Ризикуючи своїм життям, Зіангіров врятував з води товариша.
На західному березі Дніпра він взяв активну участь в захопленні й утриманні плацдарму, кілька разів ходив у розвідку, добуваючи важливі дані про противника. 27 — 28 вересня відбивав німецькі контратаки, отримав поранення, але продовжував битися. 30 вересня Зіангіров загинув в бою. Похований у Військовому.
Указом Президії Верховної Ради СРСР від 19 березня 1944 року єфрейтор Мухамед Зіангіров посмертно був відзначений високого звання Героя Радянського Союзу. Також був нагороджений орденами Леніна і Вітчизняної війни 1-го ступеня, медаллю «За відвагу».